# Il cavaliere senza nome
Il cavaliere senza nome è un film del 1941 diretto da Ferruccio Cerio.

## Trama
Il film narra la storia di Bernardino Visconti, avventuriero e innamorato sfortunato.
Un giorno escogita un piano per rivedere la sua amata e si traveste da ambasciatore, ma per errore uccide il padre della ragazza in un duello.
Per sfogare la sua infelicità Bernardino diventerà un vero e proprio bandito adottando il soprannome di "Innominato".

## Distribuzione
Il film venne distribuito nelle sale cinematografiche italiane il 12 ottobre del 1941.